# Controguerra passito bianco
Le Controguerra passito bianco est un vin doux italien à base de raisins passerilé de la région Abruzzes doté d'une appellation DOC depuis le 20 août 1996. Seuls ont droit à la DOC les vins blancs récoltés à l'intérieur de l'aire de production définie par le décret. 
Vieillissement minimum légal: 1 an
Le vin blancs du type passito bianco répond à un cahier des charges moins exigeant que le Controguerra passito bianco annoso, essentiellement en relation avec le vieillissement de trois ans.

## Aire de production
Les vignobles autorisés se situent en province de Teramo dans les communes de Controguerra, Torano Nuovo, Ancarano, Corropoli et Colonnella.

## Caractéristiques organoleptiques
- couleur : jaune paille
- odeur : caractéristique
- saveur : doux, harmonique, plein.

Le Controguerra passito bianco se déguste à une température de 6 – 8 °C et il se gardera 3 – 5 ans.

## Production
Province, saison, volume en hectolitres :
- pas de données disponible